# Maria Caterina Brignole Sale
Maria Caterina Brignole Sale (Genova, 7 ottobre 1737 – Wimbledon, 18 marzo 1813) era la figlia di un nobiluomo genovese. Il 5 giugno 1757 sposò Onorato III, Principe di Monaco diventando principessa di Monaco. Suo marito morì nel 1795 e nel 1798 sposò Luigi Giuseppe, principe di Condé della Casa Reale di Francia.

## Biografia

### Infanzia e giovinezza

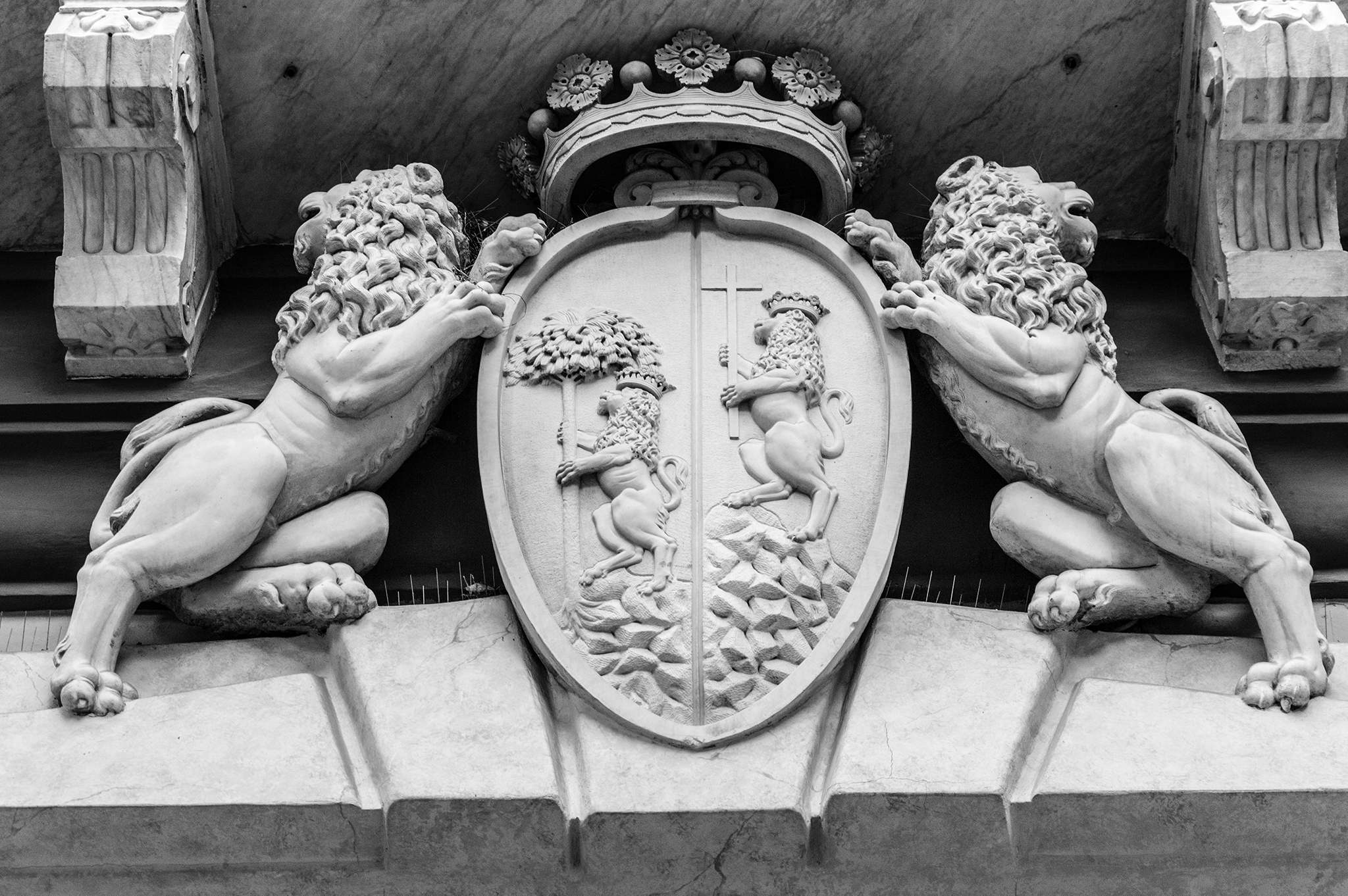
Stemma dei Brignole Sale sul portale di Palazzo Rosso a Genova

Maria Caterina era la figlia di Giuseppe Maria Brignole Sale, VII marchese di Groppoli, appartenente a una ricchissima famiglia genovese i cui membri avevano occupato la posizione di Doge della Repubblica di Genova, e di Maria Anna Balbi, anch'essa parte di una ricca famiglia dogale di Genova. Nata a Genova, trascorse i primi anni della sua vita a Palazzo Rosso, la dimora di famiglia. Quando suo padre divenne l'ambasciatore genovese in Francia, Maria Caterina e sua madre lo seguirono, frequentando i salotti buoni di Parigi e della corte reale di Versailles, dove erano conosciute per la loro bellezza e apprezzate per il loro eccellente francese. Il suo biografo, il conte di Segur, chiamò Maria Caterina "la donna più bella di Francia".

### Fidanzamento

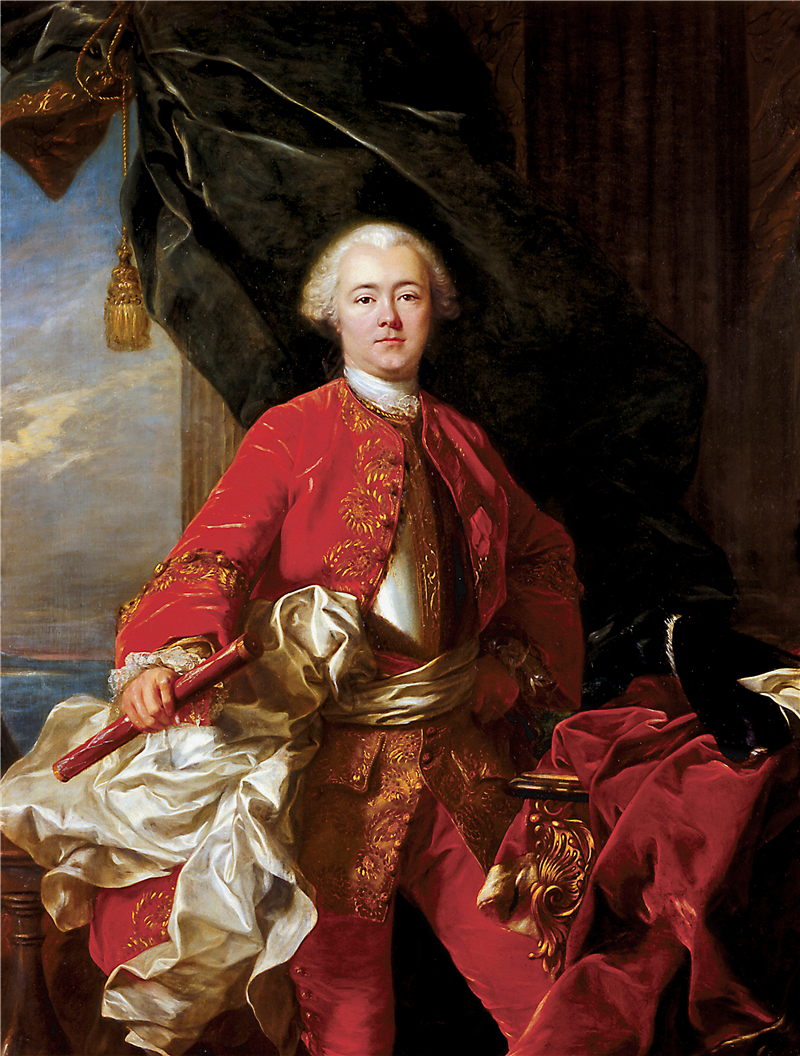
Onorato III di Monaco ritratto da Jean-Baptiste van Loo nel XVIII secolo

Maria Caterina era innamorata del principe di Condé Luigi Giuseppe di Borbone, ma nel 1755 sua madre Anna propose un matrimonio tra sua figlia e l'ex amante della stessa Anna, il principe Onorato III di Monaco, che aveva quasi 17 anni più di Maria Caterina. Onorato III era figlio di Luisa Ippolita, principessa di Monaco e del suo consorte Jacques de Goyon de Matignon.

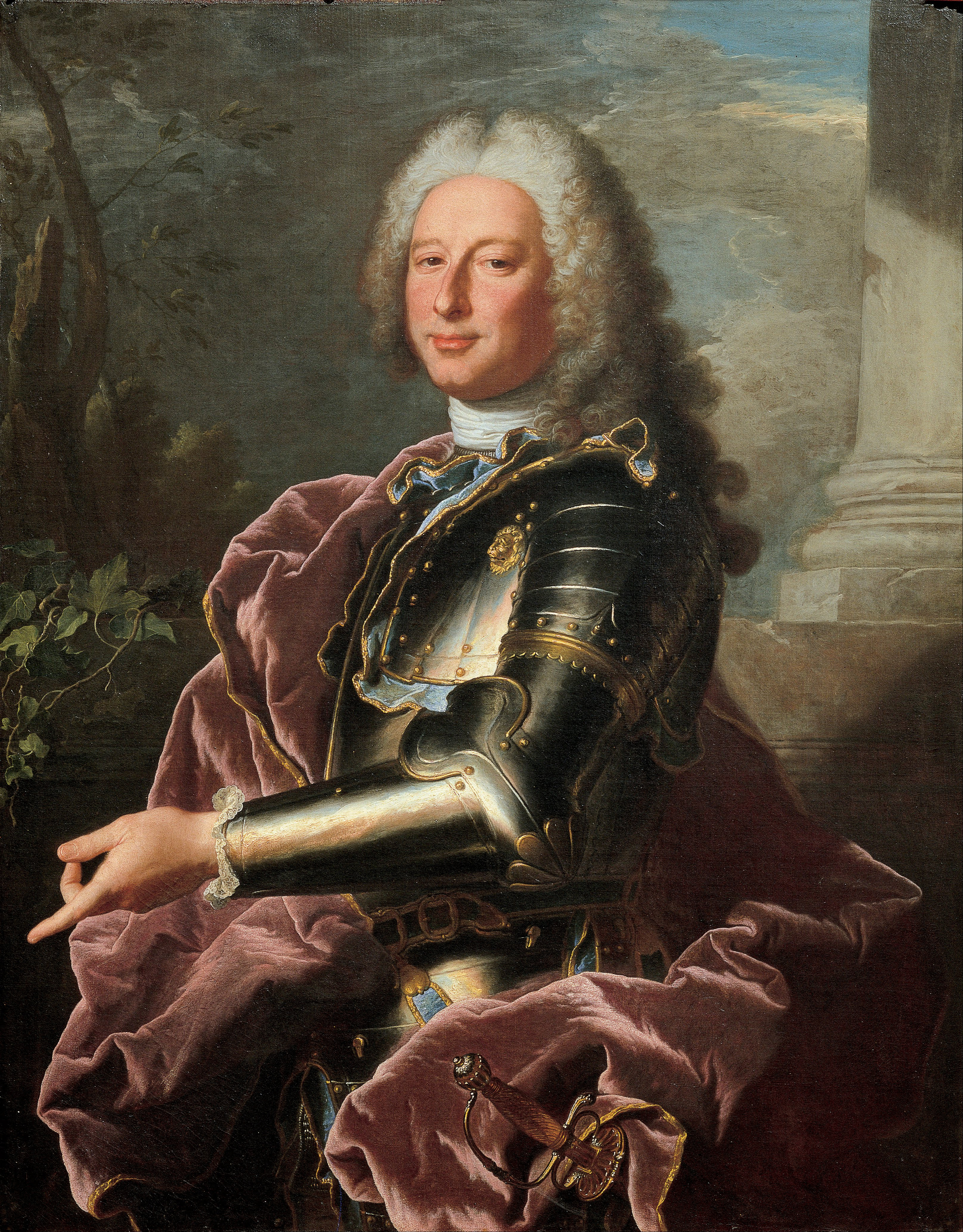
Giovanni Francesco Brignole Sale ritratto da Hyacinthe Rigaud nel 1739

La famiglia Brignole voleva da una parte elevare il proprio status, imparentandosi con una famiglia reale, e dall'altra evitare un matrimonio di Onorato organizzato dalla corte francese che avrebbe destinato il Principato di Monaco a una più stretta influenza dei Francesi. I Brignole erano strettamente legati al governo di Genova: siamo nel tempo in cui Giovanni Francesco Brignole Sale, fratello maggiore di Giuseppe e padre di Maria Caterina, aveva già svolto il dogato (dal 1746 al 1748) e prima che ne venisse eletto Rodolfo Emilio Brignole Sale, fratello minore dello stesso Giuseppe, dal 1762 al 1764.

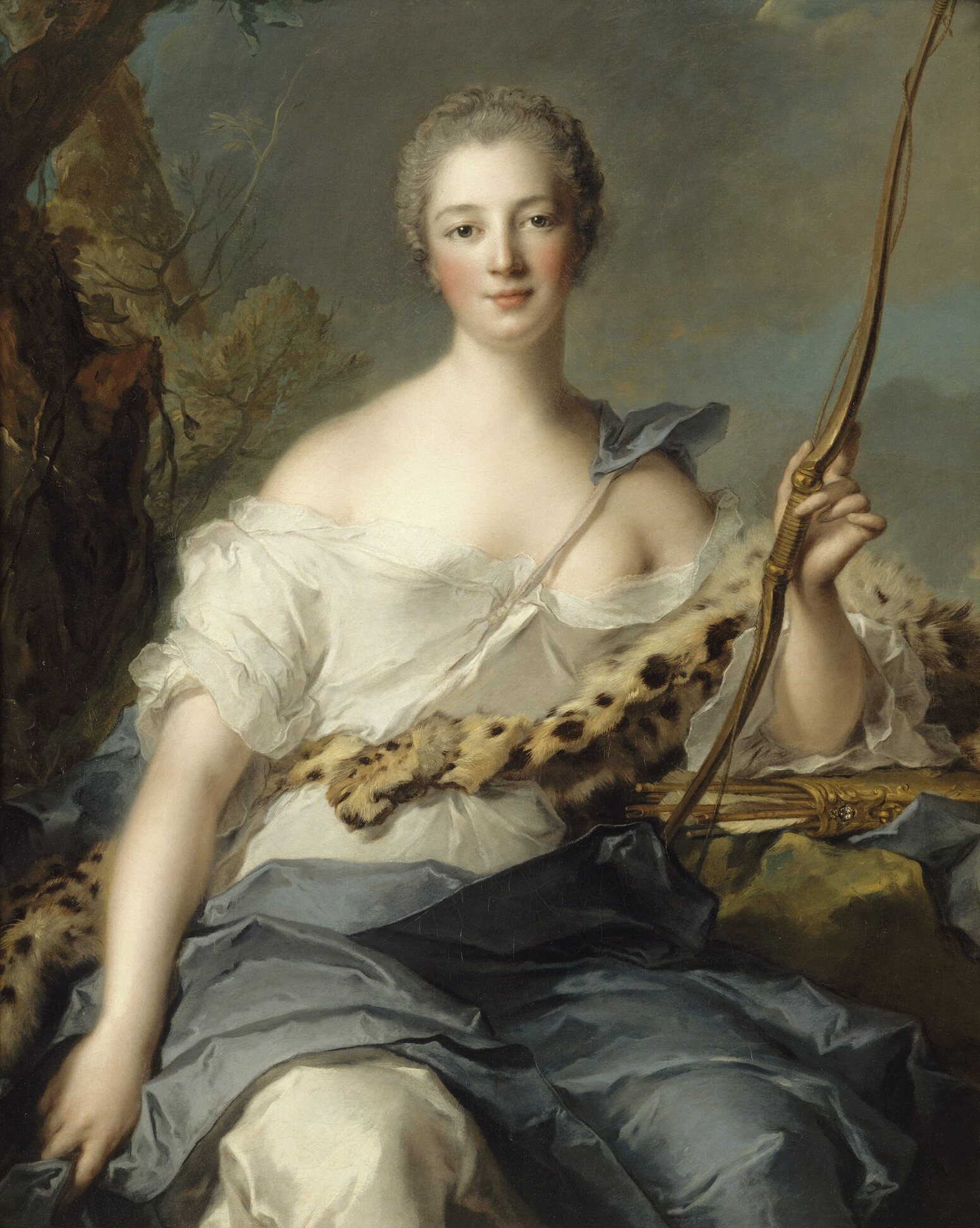
Madame de Pompadour rappresentata come Diana cacciatrice. Dipinto di Jean-Marc Nattier (1746).

Onorato aveva rifiutato molte proposte di matrimonio, ma era disposto a sposare Maria Caterina sia per la sua bellezza che per la sua ricca dote e presto la sedusse. Giuseppe suo padre, però, non era d'accordo, sia a causa della cattiva reputazione di Onorato sia per via della prospettiva che tale principe ereditasse un giorno la sua fortuna, ma dopo l'intervento mediatore di Madame de Pompadour, diede controvoglia il proprio consenso nel 1757.

### Principessa consorte di Monaco

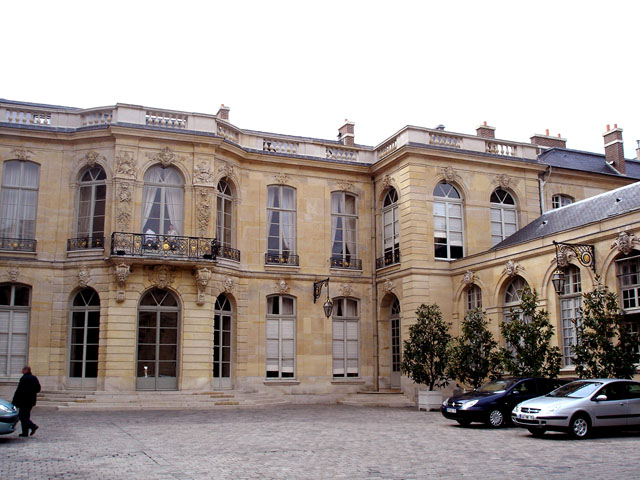
L'Hôtel Matignon dove visse Maria Caterina, tempo dopo residenza della nipote Maria Brignole Sale De Ferrari (1812-1888), duchessa di Galliera

Maria Caterina giunse a Monaco a bordo di una nave, accompagnata dalla nobiltà genovese al gran completo. Quando arrivò, tuttavia, Onorato non andò a bordo dell'imbarcazione per accogliere la sua sposa, asserendo che il suo status di sovrano esigeva che fosse invece lei ad andare da lui. L'entourage genovese rispose che Maria Caterina era membro di una famiglia regnante della Repubblica di Genova e si rifiutò di accettare. La nave rimase quindi bloccata in mare aperto per diversi giorni, fino a quando la situazione fu risolta con l'incontro della coppia a metà strada, su un ponte tra l'imbarcazione e la riva.

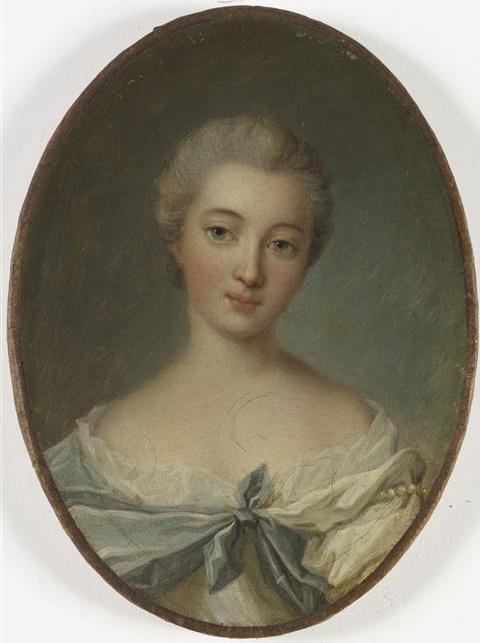
Madame la Princesse de Condé ritratta da Jean-Marie Ribou

Il rapporto in principio fu amabile e la coppia ebbe due figli maschi, Onorato IV, Principe di Monaco (nato il 17 marzo 1758) e il principe Giuseppe di Monaco (nato nel 1763). Maria Caterina visse presso l'Hôtel Matignon a Parigi. Nonostante ciò raramente partecipava ai ricevimenti e alla frivola vita di corte che animava la reggia di Versailles e trascorreva i suoi giorni con un solo amico, il Principe di Condé. Onorato divenne sempre più geloso e chiedeva che lei scrivesse i suoi pensieri per lui. Una volta rimase sola per diverse ore con un affascinante nobiluomo, che l'aiutò ad aprire un armadio che si era bloccato. Questo incidente scatenò i pettegolezzi di corte e la gelosia del marito peggiorò al punto in cui non fu più tollerabile. Nel frattempo, la moglie del Principe di Condé, Carlotta di Rohan, che egli aveva sposato nel 1753, morì nel 1760, e col passare del tempo il suo rapporto con Maria Caterina diventò sempre più stretto.
Dal 1769 venne iniziata l'edificazione dell'Hôtel de Lassay, un edificio supplementare della residenza principale del Principe di Condé a Parigi, presso Palais-Bourbon. Nel 1770 il suo geloso marito progettava d'inviarla a Monaco, i cui confini dovevano chiudersi in un tentativo d'impedirle di fuggire. Temendo di finire i suoi giorni lontano da Parigi, una mattina uscì, ma non tornò: fu poi scoperto che si era rifugiata in un convento vicino a Le Mans a sud-ovest di Parigi, dove il vescovo era un Grimaldi. Alla fine Onorato finalmente si rese conto che il suo rapporto con Maria Caterina era completamente finito, chiese e ottenne la separazione dalla moglie, per dedicarsi alle proprie amanti monegasche.
Anni dopo Maria Caterina scrisse che Onorato attraverso il loro matrimonio soddisfece le sue tre principali debolezze: l'avarizia, accedendo a una ricchissima dote, la galanteria, sposando una delle più belle donne dell'epoca, e la gelosia, in quanto sposando una genovese, straniera e vicina al principato, egli teneva la moglie alla propria mercé quando invece una donna francese avrebbe potuto trovare appigli presso la corte di Versailles.

### Principessa di Condé

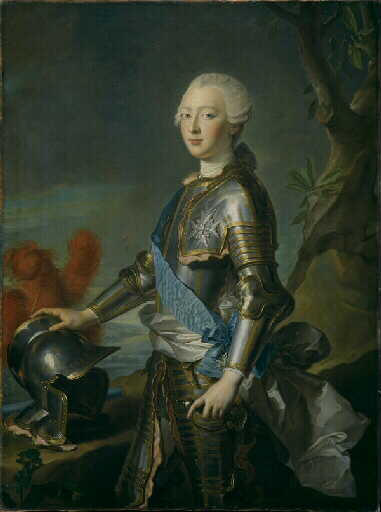
Luigi Giuseppe di Borbone, principe di Condé ritratto da Jean Marc Nattier

A causa della posizione di Maria Caterina come amante di Condé, la nuova regina francese, la diciottenne Maria Antonietta, offese ripetutamente il Principe di Condé, bistrattando a corte Maria Caterina. Nel 1774 Maria Caterina e Condé affidarono a Alexandre-Théodore Brongniart la costruzione della loro residenza a Parigi. Era in rue Saint-Dominique, vicino al Palais Bourbon, fu completata nel 1777 e oggi è la sede dell'ambasciata di Polonia in Francia. Maria Caterina visse con il Principe di Condé a Parigi fino alla scoppio della rivoluzione francese, quando la coppia fu costretta per la Germania e in seguito per la Gran Bretagna. 
Nel 1795 Onorato morì e il 24 ottobre 1798 lei e Condé si sposarono a Londra. Questa fu una unione d'amore, benché non coronata dall'arrivo di figli, avendone entrambi già altri, ormai grandi, dai matrimoni precedenti. Il Principe era a capo della cosiddetta armata Condé emigrante che combatté contro la rivoluzione francese e Maria utilizzò le sue immense sostanze per contribuire a finanziare la comunità militare francese in esilio.

### Morte

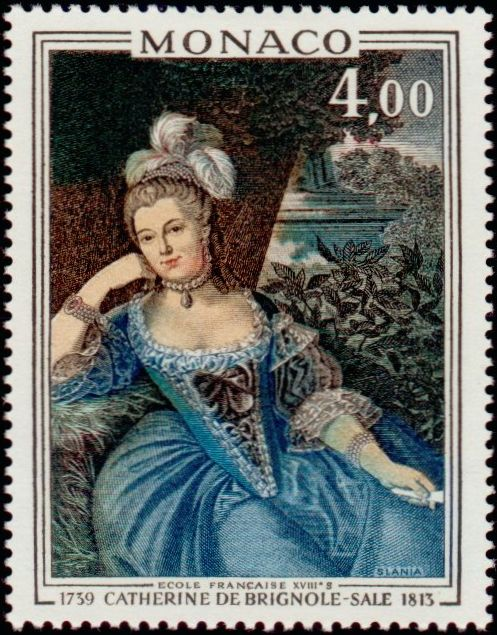
Maria Caterina Brignole in un francobollo

Maria Caterina morì a Wimbledon il 18 marzo 1813.

## Titoli e trattamento
- 7 ottobre 1737 - 5 luglio 1757: Donna Maria Caterina Brignole Sale
- 5 luglio 1757 - 1770: Sua Altezza Serenissima, la Principessa di Monaco
- 1770 - 24 ottobre 1798: Donna Maria Caterina Brignole Sale
- 24 ottobre 1798 - 18 marzo 1813: Sua Altezza Serenissima, la Principessa di Condé

## Ascendenza
|                                                         |               |                           | Genitori                           |  |  | Nonni |  |  | Bisnonni                                                 |  |  | Trisnonni                                            |  |
|                                                         |               |                           |                                    |  |  |       |  |  | Giovanni Francesco Brignole Sale, V Marchese di Groppoli |  |  | Anton Giulio Brignole Sale, III Marchese di Groppoli |  |
|                                                         |               |                           |                                    |  |  |       |  |  | Giovanni Francesco Brignole Sale, V Marchese di Groppoli |  |  | Anton Giulio Brignole Sale, III Marchese di Groppoli |  |
|                                                         |               | Paola Maria Adorno        |                                    |  |  |       |  |  | Giovanni Francesco Brignole Sale, V Marchese di Groppoli |  |  |                                                      |  |
| Anton Giulio II Brignole Sale, VI Marchese di Groppoli  |               |                           |                                    |  |  |       |  |  | Giovanni Francesco Brignole Sale, V Marchese di Groppoli |  |  |                                                      |  |
|                                                         |               | Maria Anna Durazzo        | Giuseppe Maria Durazzo             |  |  |       |  |  |                                                          |  |  |                                                      |  |
|                                                         |               | Maria Anna Durazzo        | Giuseppe Maria Durazzo             |  |  |       |  |  |                                                          |  |  |                                                      |  |
|                                                         |               | Maria Anna Durazzo        | Francesca Balbi                    |  |  |       |  |  |                                                          |  |  |                                                      |  |
| Giuseppe Maria Brignole Sale, VIII Marchese di Groppoli |               | Maria Anna Durazzo        |                                    |  |  |       |  |  |                                                          |  |  |                                                      |  |
|                                                         |               | Giovanni Giacomo Brignole | Giovanni Battista Brignole         |  |  |       |  |  |                                                          |  |  |                                                      |  |
|                                                         |               | Giovanni Giacomo Brignole | Giovanni Battista Brignole         |  |  |       |  |  |                                                          |  |  |                                                      |  |
|                                                         |               | Giovanni Giacomo Brignole | Isabella Raggi                     |  |  |       |  |  |                                                          |  |  |                                                      |  |
| Isabella Brignole                                       |               | Giovanni Giacomo Brignole |                                    |  |  |       |  |  |                                                          |  |  |                                                      |  |
|                                                         |               | Lucrezia Pallavicini      | Angelo Pallavicini, Doge di Genova |  |  |       |  |  |                                                          |  |  |                                                      |  |
|                                                         |               | Lucrezia Pallavicini      | Angelo Pallavicini, Doge di Genova |  |  |       |  |  |                                                          |  |  |                                                      |  |
|                                                         |               | Lucrezia Pallavicini      | Anna Raggi                         |  |  |       |  |  |                                                          |  |  |                                                      |  |
| Maria Caterina Brignole Sale                            |               | Lucrezia Pallavicini      |                                    |  |  |       |  |  |                                                          |  |  |                                                      |  |
|                                                         | Giacomo Balbi | Francesco Balbi           |                                    |  |  |       |  |  |                                                          |  |  |                                                      |  |
|                                                         | Giacomo Balbi | Francesco Balbi           |                                    |  |  |       |  |  |                                                          |  |  |                                                      |  |
|                                                         | Giacomo Balbi | Barbara Airoli            |                                    |  |  |       |  |  |                                                          |  |  |                                                      |  |
| Francesco Maria Balbi, Doge di Genova                   | Giacomo Balbi |                           |                                    |  |  |       |  |  |                                                          |  |  |                                                      |  |
|                                                         |               | Olimpia Pinelli           | Agostino Pinelli                   |  |  |       |  |  |                                                          |  |  |                                                      |  |
|                                                         |               | Olimpia Pinelli           | Agostino Pinelli                   |  |  |       |  |  |                                                          |  |  |                                                      |  |
|                                                         |               | Olimpia Pinelli           | …                                  |  |  |       |  |  |                                                          |  |  |                                                      |  |
| Maria Anna Balbi                                        |               | Olimpia Pinelli           |                                    |  |  |       |  |  |                                                          |  |  |                                                      |  |
|                                                         |               | Giovanni Agostino Durazzo | Giovanni Domenico Durazzo          |  |  |       |  |  |                                                          |  |  |                                                      |  |
|                                                         |               | Giovanni Agostino Durazzo | Giovanni Domenico Durazzo          |  |  |       |  |  |                                                          |  |  |                                                      |  |
|                                                         |               | Giovanni Agostino Durazzo | Maria Chiavari                     |  |  |       |  |  |                                                          |  |  |                                                      |  |
| Maria Clarice Durazzo                                   |               | Giovanni Agostino Durazzo |                                    |  |  |       |  |  |                                                          |  |  |                                                      |  |
|                                                         |               | Napoleone Spinola         | Maddalena Spinola                  |  |  |       |  |  |                                                          |  |  |                                                      |  |
|                                                         |               | Napoleone Spinola         | Maddalena Spinola                  |  |  |       |  |  |                                                          |  |  |                                                      |  |
|                                                         |               | Napoleone Spinola         | Agata Girolama Brignole Sale       |  |  |       |  |  |                                                          |  |  |                                                      |  |
|                                                         |               | Napoleone Spinola         |                                    |  |  |       |  |  |                                                          |  |  |                                                      |  |